# Heinz Vater
 Heinz Vater, właśc. Albert Heinz Vater (ur. 29 lipca 1932 we Frankfurcie nad Odrą, zm. 18 czerwca 2015 w Berlinie) – niemiecki profesor językoznawstwa, wykładowca kilku uczelni.

## Życiorys
Jego ojciec Max był Niemcem, natomiast matka Herta z domu Weißmann – niemiecką Żydówką. Wychował się w domu przy Lindenstraße 29 (dawniej 17). W czasie wojny, ze względu na status „Geltungsjude”, musiał nosić przepaskę z gwiazdę Dawida na ramieniu i nie wolno mu było chodzić do szkoły. W 1951 uzyskał maturę w Karl-Liebknecht Schule we Frankfurcie nad Odrą. Następnie ukończył germanistykę na Uniwersytecie Humboldtów w Berlinie. Promocję (1962) i habilitację (1969) uzyskał na Uniwersytecie w Hamburgu.
W latach 1969–1972 profesor Indiana University. Od 1972 do 1997 wykładowca Uniwersytetu w Kolonii. W latach 1986–1988 przewodniczący Niemieckiego Towarzystwa Językoznawczego (DGfS). Doktor honoris causa kilku uczelni. Profesor gościnny m.in. na Katolickim Uniwersytecie Lubelskim i Uniwersytecie Szczecińskim. Wykładał m.in. w Budapeszcie, Paryżu, Smoleńsku, Wilnie i Wrocławiu.
Od 1997 przebywał na emeryturze.